# Allowoodsonia
Allowoodsonia Markgr.  é um género botânico pertencente à família Apocynaceae.

## Espécies
Apresenta uma única espécie:
- Allowoodsonia whitmorei